# Gustavo Valdebenito
Gustavo Valdebenito Ewert (Contulmo, Chile, 2 de octubre de 1981) es un jinete de rodeo chileno. Fue campeón de Chile junto a Cristóbal Cortina en 2018, junto a Luis Fernando Corvalán en 2013 y junto a Felipe Garcés en 2025.
Nació en Contulmo y comenzó a correr a los 7 años y a los 31 se coronó como campeón de Chile por primera vez. Además fue el jinete número uno del ranking de la temporada 2012-2013. Pertenece al Criadero Peleco ubicado en Contulmo, Provincia de Arauco.
En el Campeonato Nacional de Rodeo de 2018 junto a Cristóbal Cortina y montando a "Compadre" y "Caballero" lograron 37 puntos, uno más que los segundos campeones y se llevó el título en una emocionante final. Después de su segundo título nacional fue declarado Hijo Ilustre de su comuna.
El campeonato de 2025 junto a Felipe Garcés fue, según muchos entendidos, uno de los más emocionantes champions disputados en Rancagua. Con 32 puntos buenos empataron el primer lugar con dos colleras, en un hecho inédito e histórico en el rodeo chileno, pero decidieron desempatar para brindar espectáculo al público que repletó la medialuna. Fueron campeones montando a "Messi" y "El Mamo", con cuatro en el toro extra, por sobre el punto que consiguieron en "Dele Compadre" y "Paltón". El "doblete" del criadero Peleco es un logro que no ocurría desde el Campeonato Nacional de Rodeo de 1986, cuando fueron primeros y segundos Hugo Cardemil y Guillermo Barra (Curicó) en "Salteador III" y "Pensamiento" con 23 puntos, y en "Reservado" y "Curanto" con 20. La misma marca también fue lograda en Los Andes durante el campeonato de 1954 con Alberto Montt y Mario Molina (Rengo) en "Perro" y "Estropajo" con 21, y en "Cascarón" y "Boreal" con 20. A pesar de que se habían logrado dobletes anteriormente, esta fue la primera vez que ocurre un desempate entre la misma collera de jinetes por el primer y segundo lugar.

## Campeonatos nacionales
| Año  | Collera                | Caballos                 | Puntaje | Asociación |
| ---- | ---------------------- | ------------------------ | ------- | ---------- |
| 2013 | Luis Fernando Corvalán | "Compadre" y "Quitralco" | 36      | Malleco    |
| 2018 | Cristóbal Cortina      | "Compadre" y "Caballero" | 37      | Malleco    |
| 2025 | Felipe Garcés          | "Messi" y "Mamo"         | 32+4    | Malleco    |

### Segundos campeonatos
- 2009: junto con Luis Fernando Corvalán, montando a "Huingan" y "Quitralco" con 37 puntos.
- 2014: junto con Luis Fernando Corvalán, montando a "Compadre" y "Quiltralco" con 35 puntos.
- 2019: junto con Cristóbal Cortina, montando a "Compadre" y "Caballero" con 37 puntos.
- 2023: junto con José Manuel Toledo, montando a "Mamo" e "Hidalgo" con 37 puntos.
- 2025: junto con Felipe Garcés, montando a "Dele Compadre" y "Paltón" con 32+1 puntos.

### Terceros campeonatos
- 2012: junto con Luis Fernando Corvalán, montando a "Rosquera" y "Ronaldo" con 29 puntos.